# ローソン山陰
株式会社ローソン山陰（ローソンさんいん）は、かつて鳥取県米子市に本社を置いていたコンビニエンスストア「ローソン」の山陰地方（鳥取県・島根県・山口県の一部）におけるエリアフランチャイザー。
2020年3月1日付で、親会社であった株式会社ローソンに吸収合併され、解散。
ローソンと中堅コンビニエンスストアチェーンのポプラが共同出資して設立されたもので、後にローソン完全子会社に変更されている、「ローソン」と共に、ローソンとポプラのダブルフランチャイズ店舗「ローソン・ポプラ」を展開する。

## 概要
企業としては2016年（平成28年）設立だが、ローソンとポプラの業務提携はその2年前の2014年（平成26年）にさかのぼる。コンビニ業界の環境の変化を受け、ローソンとポプラは資本業務提携契約を締結、ローソンがポプラの発行済み株式の5%を取得し、ローソンがポプラの創業家および関連会社以外では最大手の株主となった。両者は商品の共同仕入、物流インフラの相互活用などの提携を進めたが、それをさらに深化させる形で、長年にわたってポプラの強い地盤であり、三大コンビニチェーン（セブン-イレブン、ファミリーマート、ローソン）の中でローソンが存在感を発揮している山陰地区において、2015年からローソンとポプラのダブルブランド店を展開することになった。ポプラは子会社「ポプラ・プロジェクト」を設立、同社が2016年11月に鳥取県の2店舗（米子西河崎店、鳥取緑が丘店）で先行オープンし、1日あたりの売り上げが転換前より5割増えたとの報道もあり、この業態をさらに展開するために設立されたのが「ローソン山陰」である。
設立および事業承継のスキームとしては複数の吸収分割を組み合わせており、以下のような手法で行われた。
1. ローソンが山陰地区のエリアフランチャイズ本部として、完全子会社のローソン山陰を設立し、同社がローソンの山陰地区の事業を吸収分割（簡易分割）。
2. ポプラが「ローソン・ポプラ」に転換する予定の既存51店舗の固定資産（不動産など）に関する権利をローソンに吸収分割（簡易分割）。
3. ポプラが「ローソン・ポプラ」に転換する予定の既存51店舗の事業に関する権利をローソン山陰に吸収分割し、ポプラはその対価として、ローソン山陰の株式のうち29.06%を取得。
4. ポプラ・プロジェクトが「ローソン・ポプラ」として先行開業した2店舗の事業に関する権利をローソン山陰に吸収分割し、ポプラ・プロジェクトはその対価として、ローソン山陰の株式のうち0.71%を取得。

2019年5月21日、ポプラがローソン山陰の保有株式をローソンに売却し、ローソンの完全子会社となることが発表された。「ローソン・ポプラ」の商号は維持されるものの、ポプラはローソン山陰への「ポプ弁」の供給に特化し、山陰地区の事業へは「間接的な参画」の形に転換されることになる。
2020年3月1日、ローソンに吸収合併され解散した。